# 6939 Lestone
6939 Lestone este un asteroid din centura principală de asteroizi.

## Descriere
6939 Lestone este un asteroid din centura principală de asteroizi. A fost descoperit pe 22 septembrie 1952 la Mount Wilson de Cunningham, L. E.. El prezintă o orbită caracterizată de o semiaxă mare de 2,59 ua, o excentricitate de 0,10 și o înclinație de 14,1° în raport cu ecliptica.